# Lipoptena pauciseta
Lipoptena pauciseta är en tvåvingeart som beskrevs av Edwards 1919. Lipoptena pauciseta ingår i släktet Lipoptena och familjen lusflugor. Inga underarter finns listade i Catalogue of Life.